# 4291 Kodaihasu
4291 Kodaihasu este un asteroid din centura principală, descoperit pe 2 noiembrie 1989 de Masaru Arai și Hiroshi Mori.